# Microphilypnus amazonicus
Microphilypnus amazonicus är en fiskart som beskrevs av Myers 1927. Microphilypnus amazonicus ingår i släktet Microphilypnus och familjen Eleotridae. Inga underarter finns listade i Catalogue of Life.